# 1992年度壹電視大獎得獎名單
壹電視大獎91頒獎典禮於1992年3月26日在香港會議展覽中心舉行，出席嘉賓包括廣播處助理處長雲影畦等。

## 十大電視節目[3][4]
- 第一位：星期五檔案
- 第二位：鏗鏘集
- 第三位：挑戰生命力
- 第四位：今生無悔
- 第五位：娛樂新聞眼
- 第六位：新聞透視
- 第七位：老友鬼鬼
- 第八位：城市獵人
- 第九位：卡拉屋企
- 第十位：勁歌金曲

## 十大電視藝人[3][4]
- 周潤發
- 周星馳
- 沈殿霞
- 周海媚
- 邵美琪
- 張學友
- 溫兆倫
- 黎　明
- 鄭裕玲
- 劉德華

## 最令人厭煩電視節目
| 名次   | 節目           | 平均收看人數 |
| ------ | -------------- | ------------ |
| 第一位 | 月兒彎彎照九州 | 151萬        |
| 第二位 | 歡樂今宵       | 114萬        |
| 第三位 | 大家族         | 171萬        |

## 其他獎項
- 最有前途新人獎：郭富城[1]
- 最佳喜劇演員獎：周星馳[1]